# Glyptorhagada wilkawillina ssp. umbilicata
Glyptorhagada wilkawillina ssp. umbilicata је врста класе Gastropoda која припада реду Stylommatophora. 

## Угроженост
Ова врста је на нижем степену опасности од изумирања, и сматра се скоро угроженим таксоном.

## Распрострањење
Ареал врсте је ограничен на једну државу. 
Аустралија је једино познато природно станиште врсте.